# Gyranusoidea aphycoides
Gyranusoidea aphycoides är en stekelart som först beskrevs av Mercet 1921.  Gyranusoidea aphycoides ingår i släktet Gyranusoidea och familjen sköldlussteklar. Inga underarter finns listade i Catalogue of Life.